# Academia Croata de Ciências e Artes

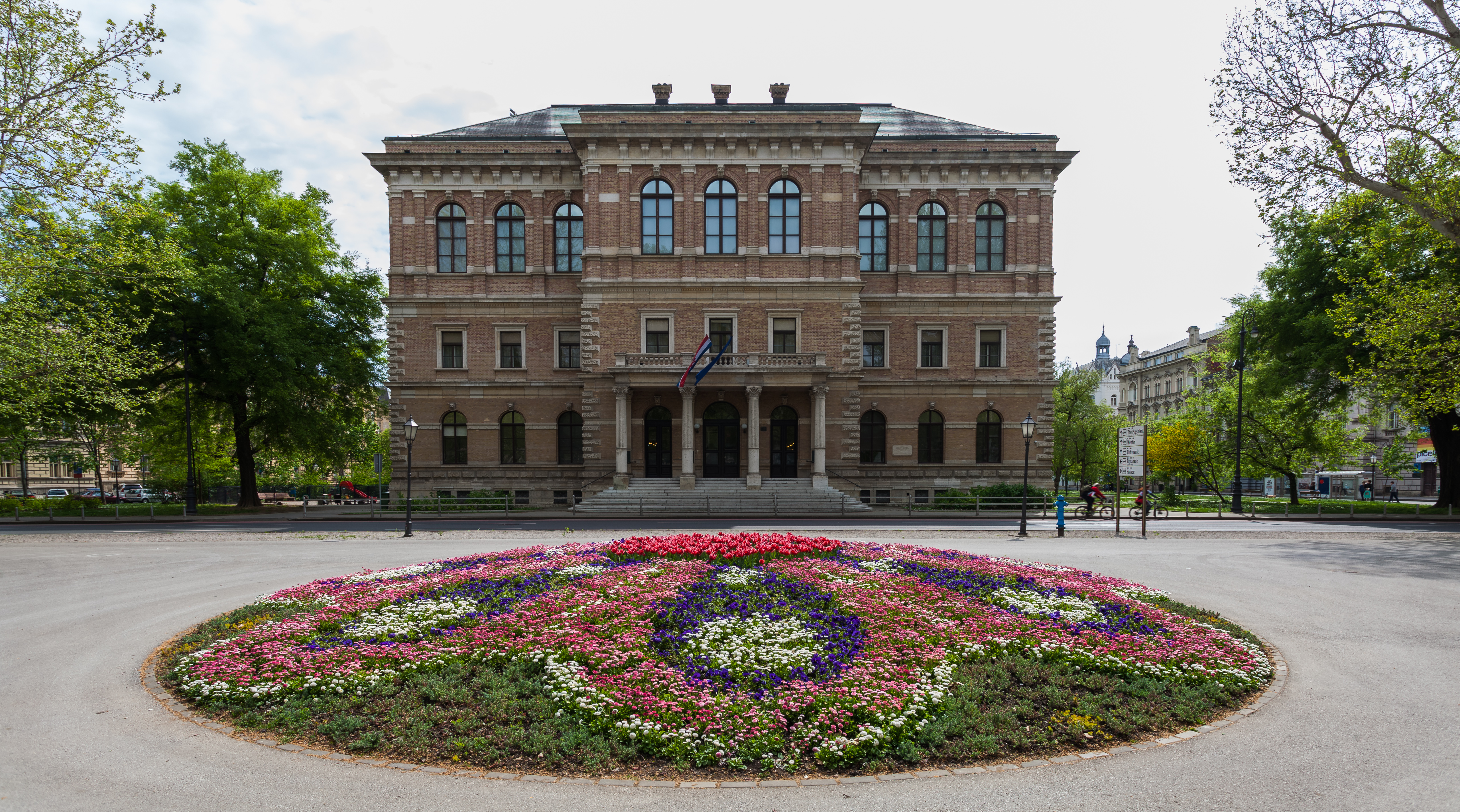
Fachada decorada do Palácio da Academia, Praça Zrinski em Zagreb

A Academia Croata de Ciências e Artes (em latim: Academia Scientiarum et Artium Croatica; em croata:  Hrvatska akademija znanosti i umjetnosti, abreviada como HAZU) é a principal instituição científica e artística da Croácia. Foi fundada em 1861 pelo bispo Josip Juraj Strossmayer como Academia Iugoslava de Ciências e Artes e adotou seu nome atual em 1991, quando a Croácia se tornou independente. A academia é composta por membros renomados nas áreas de ciências naturais, ciências sociais, humanidades e artes. Seus objetivos incluem promover a excelência em pesquisa, apoiar a educação e a cultura, e preservar o patrimônio cultural croata. A academia é liderada por um presidente e possui várias divisões que realizam pesquisas em áreas específicas.

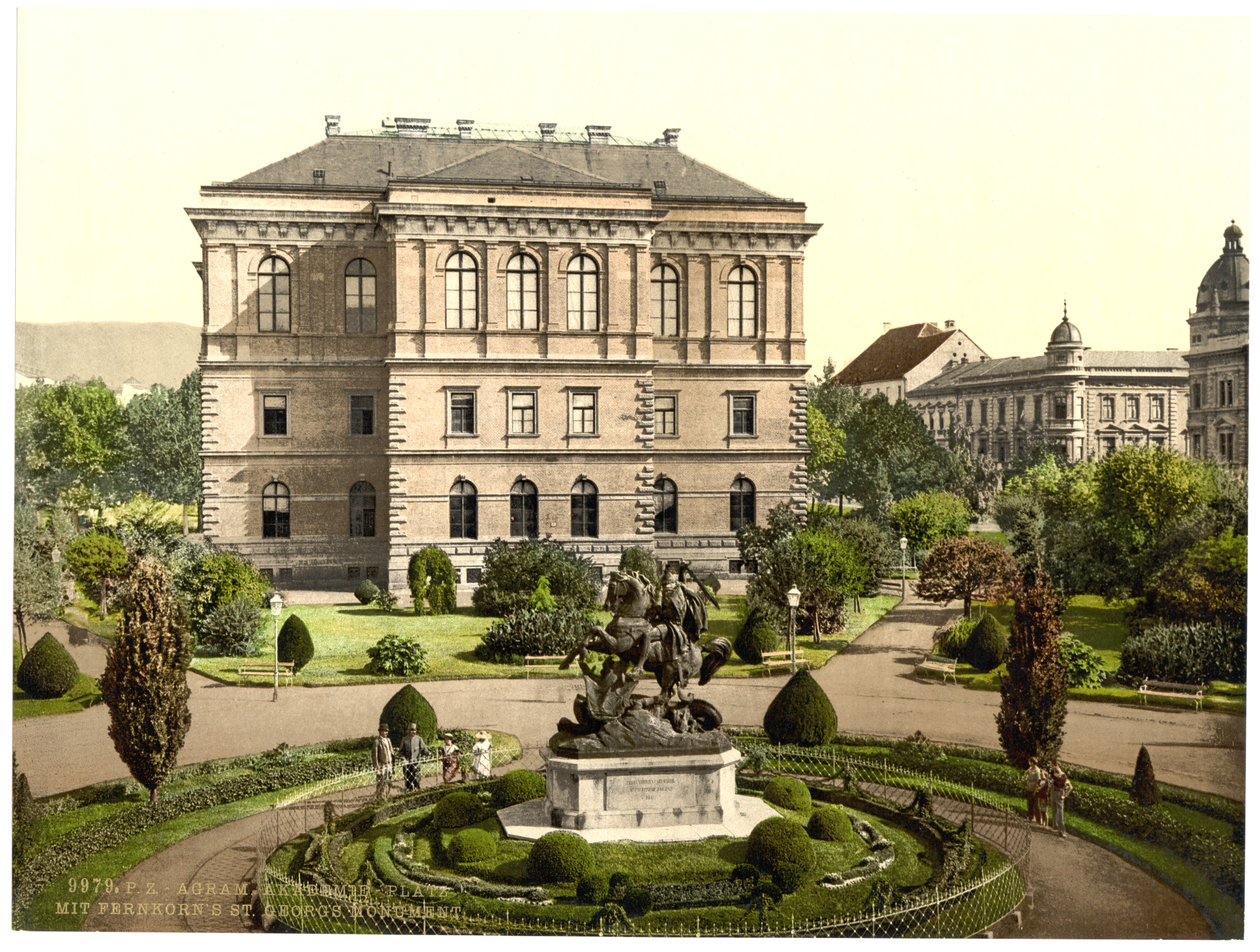
Palácio da Academia na década de 1890

A HAZU é uma das mais antigas academias científicas e artísticas da Europa. Desde sua fundação, em 1861, passou por diversas mudanças em sua estrutura e nome, refletindo os eventos históricos e políticos que afetaram a região. Entre os membros da HAZU, estão muitos dos principais pesquisadores e artistas da Croácia, bem como alguns estrangeiros.
A HAZU é responsável por promover a excelência em pesquisa científica e artística, bem como por apoiar a educação e a cultura na Croácia. A academia também desempenha um papel importante na preservação do patrimônio cultural croata, através de sua atuação em áreas como arqueologia, história, literatura etc.
A academia começou em 1866 com dezeseis membros efetivos que cresceram para os atuais 160.

## Mudanças de nome
A HAZU mudou de nome brevemente de "iugoslava" para "croata" entre 1941 e 1945 durante o regime títere do Estado Independente da Croácia. Foi novamente rebatizada "croata" em 1991 depois que a Croácia obteve sua independência da Iugoslávia.

## Classes
A HAZU é dividida em nove classes:
- ciências sociais

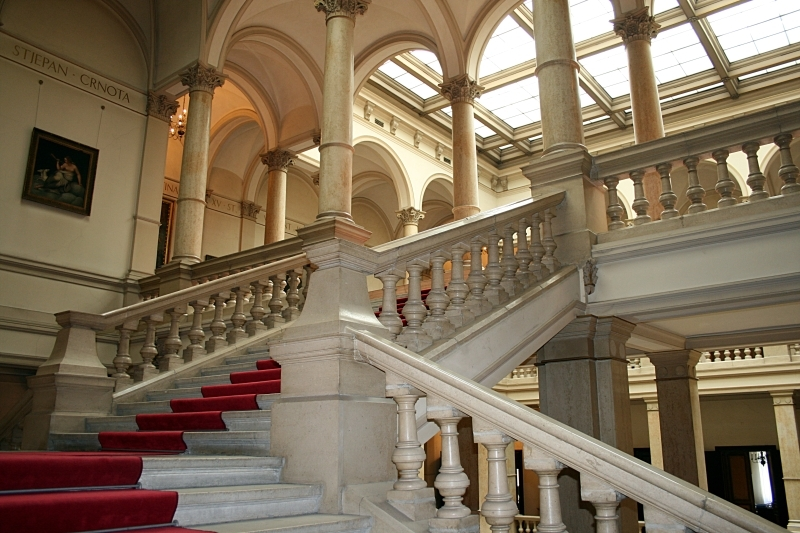
Interior do Palácio da Academia

- ciências matemáticas, físicas e químicas
- ciências naturais
- ciências médicas
- ciências filológicas
- literatura
- belas artes
- artes musicais e musicologia
- ciências técnicas